# Allende, Quintana Roo
Allende är en ort i Mexiko.   Den ligger i kommunen Othón P. Blanco och delstaten Quintana Roo, i den östra delen av landet, 1 100 km öster om huvudstaden Mexico City. Allende ligger 26 meter över havet och antalet invånare är 868.
Terrängen runt Allende är platt. Runt Allende är det glesbefolkat, med 17 invånare per kvadratkilometer. Närmaste större samhälle är Javier Rojo Gómez, 18,0 km sydväst om Allende. Omgivningarna runt Allende är en mosaik av jordbruksmark och naturlig växtlighet.